# Troféu Louvemos o Senhor 2011
O Troféu Louvemos o Senhor 2011 é a terceira edição do prêmio de música católica popular Troféu Louvemos o Senhor. Tomou lugar nos estúdios da Rede Século 21, em Valinhos, São Paulo, no dia 11 de maio de 2011. Nessa edição, Guilherme de Sá recebeu o prêmio de melhor cantor. Além dele, Ir. Kelly Patrícia, Italo Villar e Missionário Shalom receberam o troféu.

## Indicados e Vencedores
Os vencedores estão em negrito
| Cat. nº                                   | Categoria                  | Indicados/Vencedor |
| Categorias de voto popular                | Categorias de voto popular | Categorias de voto popular |
| ----------------------------------------- | -------------------------- | --- |
| 1                                         | Música do Ano              | - "Conto Contigo" – Missionário Shalom – Compositor: Elkenson Silva e Cristiano Pinheiro - "Maltrapilho" – Intérprete: Bruno Camurati – Compositor: Bruno Camurati e Maninho - "Na Língua Dos Anjos" – Ceremonya – Compositor: Danilo Lopes - "Segura a Minha Mão" – Intérprete: Davidson Silva – Compositor: Elkenson Silva - "Tomé" – Intérprete: Davidson Silva – Compositor: Elkenson Silva e Darlan |
| 2                                         | Música para Santa Missa    | - arrumar - "Nas Asas do Senhor" (Intérprete: Celina Borges — Compositor: Eros Biondini — Álbum: Tudo Posso) - "Incendeia Minha Alma" (Intérprete: Pe. Fábio de Melo — Compositor: Rogério/Júlio Cesar — Álbum: Iluminar) - "Pão Vivo do Céu" (Intérprete: Jonny — Compositor: Jonny — Álbum: A Luz de uma Nova Canção) - "Que Alegria" (Intérprete: Vocal Kerigma — Compositor: Eleandro Telles — Álbum: Dá-Nos Deste Pão) - "Um Encontro para Curar (A Sogra de Pedro)" (Vários intérpretes — Compositor: Fr. Luiz Turra — Álbum: Encontros com Jesus - Canções Bíblicas) |
| 3                                         | Cantor                     | - Abner Santos – Álbum: Louvor Acústico - Cleiton Saraiva – Álbum: Louvor Acústico - Danilo Lopes – Álbum: Ceremonya - Davidson Silva – Álbum: Tomé - Italo Villar – Álbum: Bendito Seja - Guilherme de Sá – Álbum: Horizonte Vivo Distante - Rafael Morel – Álbum: De Malas Prontas |
| 4                                         | Cantora                    | - Aline Brasil – Álbum: Louvor Acústico - Ir. Kelly Patrícia – Álbum: Busca de Deus - Leozany Oliveira – Álbum: De Malas Prontas - Mayara Barbosa – Álbum: Família é Bom D+ - Salette Ferreira – Álbum: Deus Caminha Comigo - Simone Vioto – Álbum: Louvor Acústico |
| 5                                         | CD Independente            | - arrumar |
| Categorias de voto especializado por júri |                            | |
| 6                                         | Banda                      | - arrumar |
| 7                                         | Intérprete Feminina        | - arrumar |
| 8                                         | Intérprete Masculino       | - arrumar |
| 9                                         | Revelação Feminina         | - arrumar |
| 10                                        | Revelação Masculina        | - arrumar |
| 11                                        | Destaque do Ano            | - arrumar |
| 12                                        | Álbum Alternativo          | - arrumar |
| 13                                        | Álbum Rock                 | - arrumar |
| 14                                        | Álbum Pop                  | - arrumar |
| 15                                        | Compositor                 | - arrumar |
| 16                                        | Grupo Vocal                | - arrumar |
| 17                                        | Coletânea                  | - arrumar |